# Sy (België)
Sy is een kleine plaats in de gemeente Ferrières in de Famenne. Het ligt ten zuiden van de stad Luik in de Ardennen. De plaats ligt aan de rivier de Ourthe. Door de ligging aan de Ourthe is vooral toerisme belangrijk voor Sy.
Sy heeft een treinstation langs spoorlijn 43 (Luik-Jemelle). Sy, in het dal van  de Ourthe, heeft slechts één toegangsweg zodat al het uitgaand verkeer eerst omhoog moet.
Er zijn verschillende vormen van recreatie mogelijk, met name aan de Ourthe. In Sy is de Ourthe nog geen grote rivier en kent ze een stroomversnelling. Sy kan gebruikt worden als startplaats om in een kano de Ourthe af te zakken, deze kan eventueel gehuurd worden in Bomal of Hamoir. Vanuit de HerBerg een berghut van de Koninklijke Nederlandse Klim- en Bergsport Vereniging, worden in alle richtingen wandelingen gemaakt en wordt er geklommen op de plaatselijke rotspartijen. Nadat het klimmen op de rotspartijen jarenlang aan banden was gelegd, is het sinds 2012 weer toegestaan om te klimmen op de Rocher des Vignobles, de Tunnel des Trous, de La Vierge en op Du Banc. De Cathedrale en de Rochers du Banc mogen sinds juni 2018 ook weer beklommen worden. De heropening van de Nanduire staat voor 2019 voorzien.

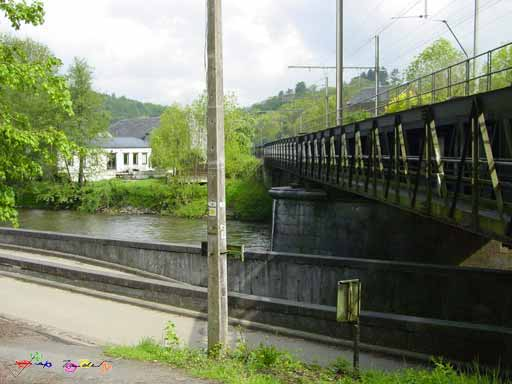
Een spoorbrug (met looprand) over de Ourthe met op de achtergrond Sy
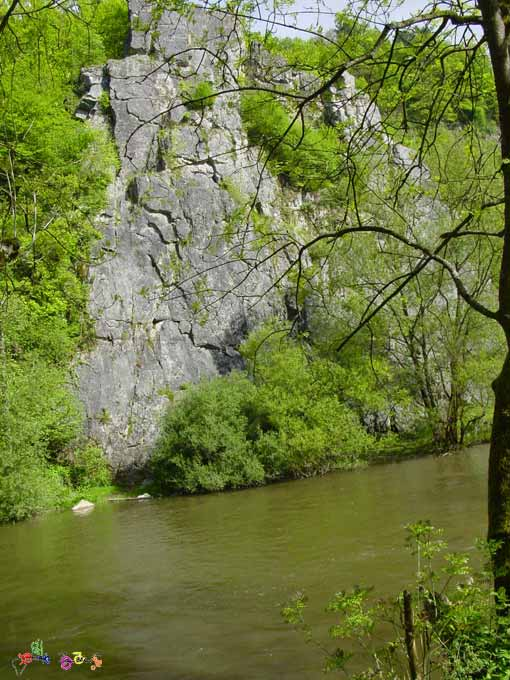
De rotsen aan de Ourthe bij Sy
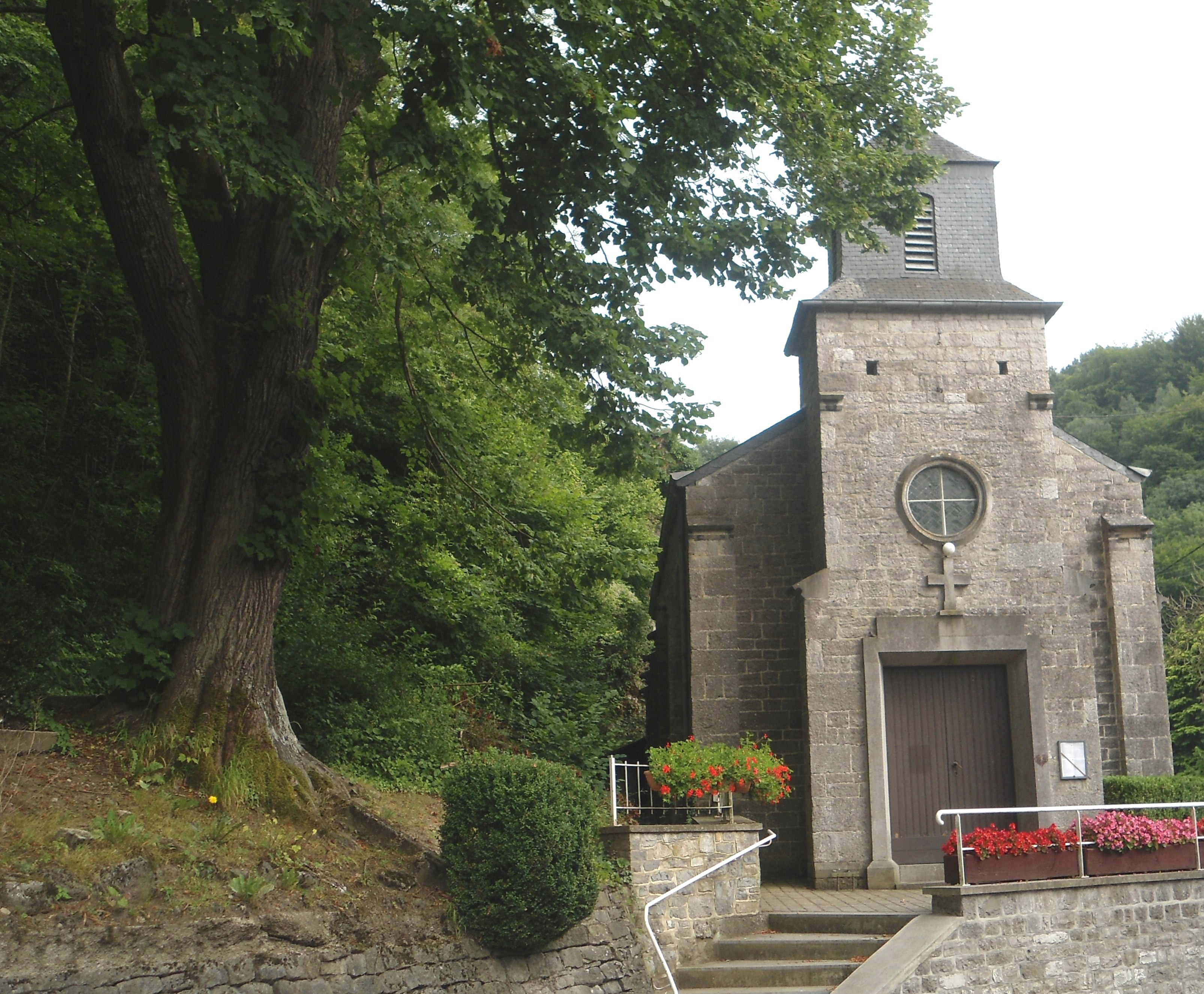
Kapel Notre-Dame de Sy
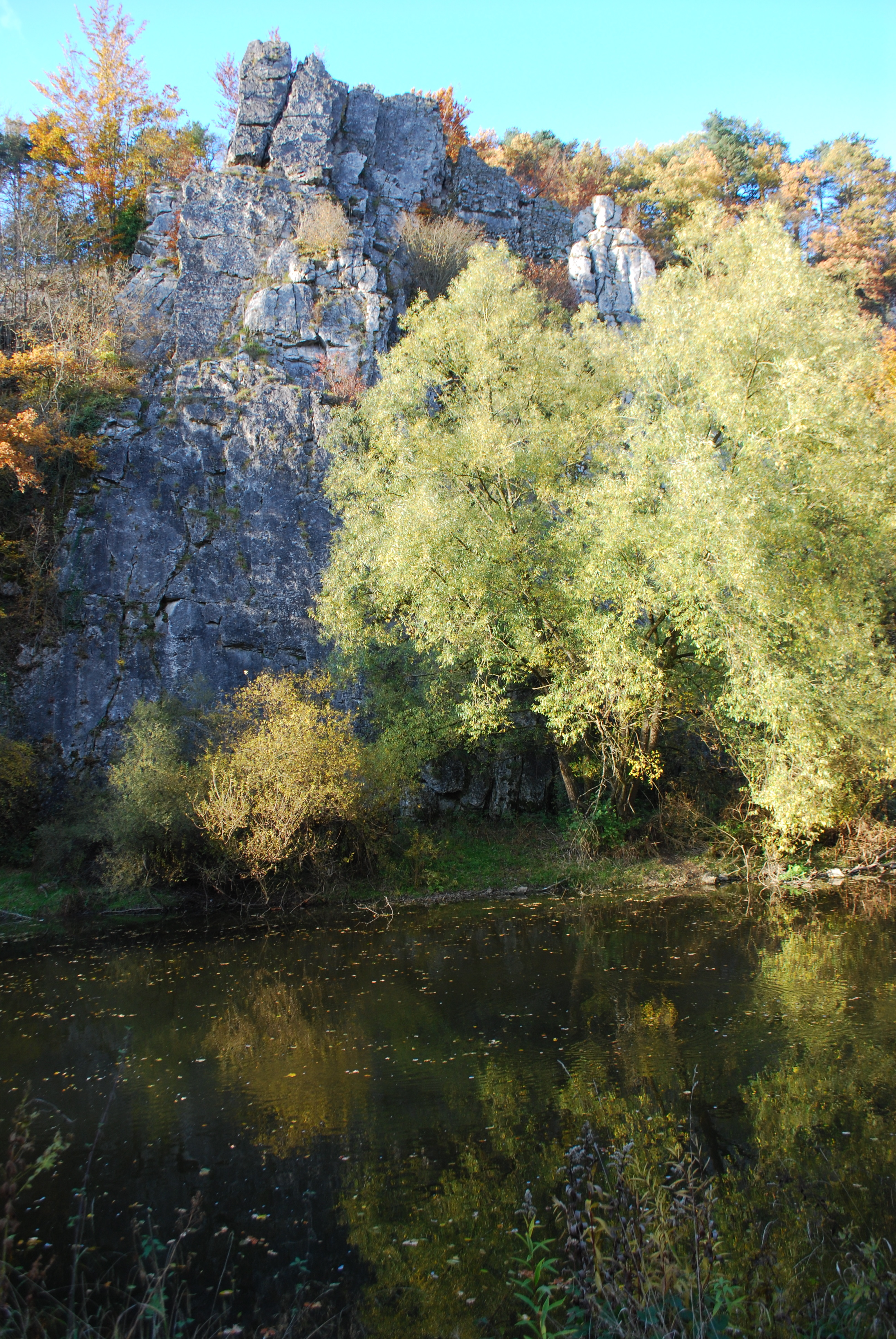
Rochers de Sy